# Qianshan (Anshan)

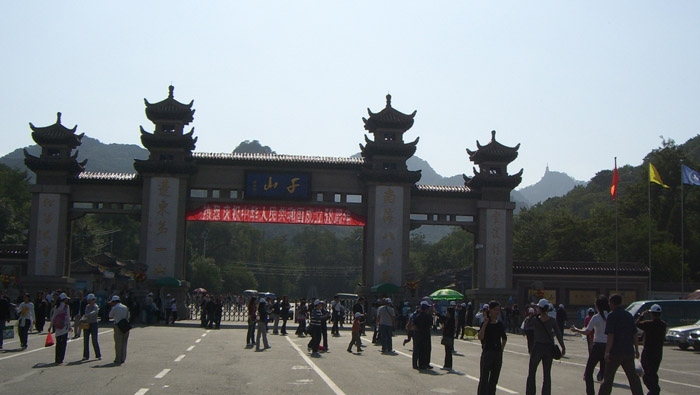
Eingang zum Qianshan Nationalpark

Qianshan (chinesisch 千山区, Pinyin Qiānshān Qū) ist ein Stadtbezirk der bezirksfreien Stadt Anshan in der chinesischen Provinz Liaoning. Er hat eine Fläche von 329 Quadratkilometern und zählt 94.729 Einwohner (Stand: Zensus 2020).

## Administrative Gliederung
Auf Gemeindeebene setzt sich der Stadtbezirk aus zwei Straßenvierteln und acht Großgemeinden zusammen. 

## Qian Shan
Qianshan bzw. Qian Shan (千山,  Qiān Shān) ist auch der Name eines Gebirges auf dem Gebiet von Anshan, auf dem sich mehrere buddhistische und daoistische Tempel befinden, darunter der daoistische Wuliang-Tempel (Qianshan Wuliang Guan 千山无量观).